# LKH-Universitätsklinikum Graz

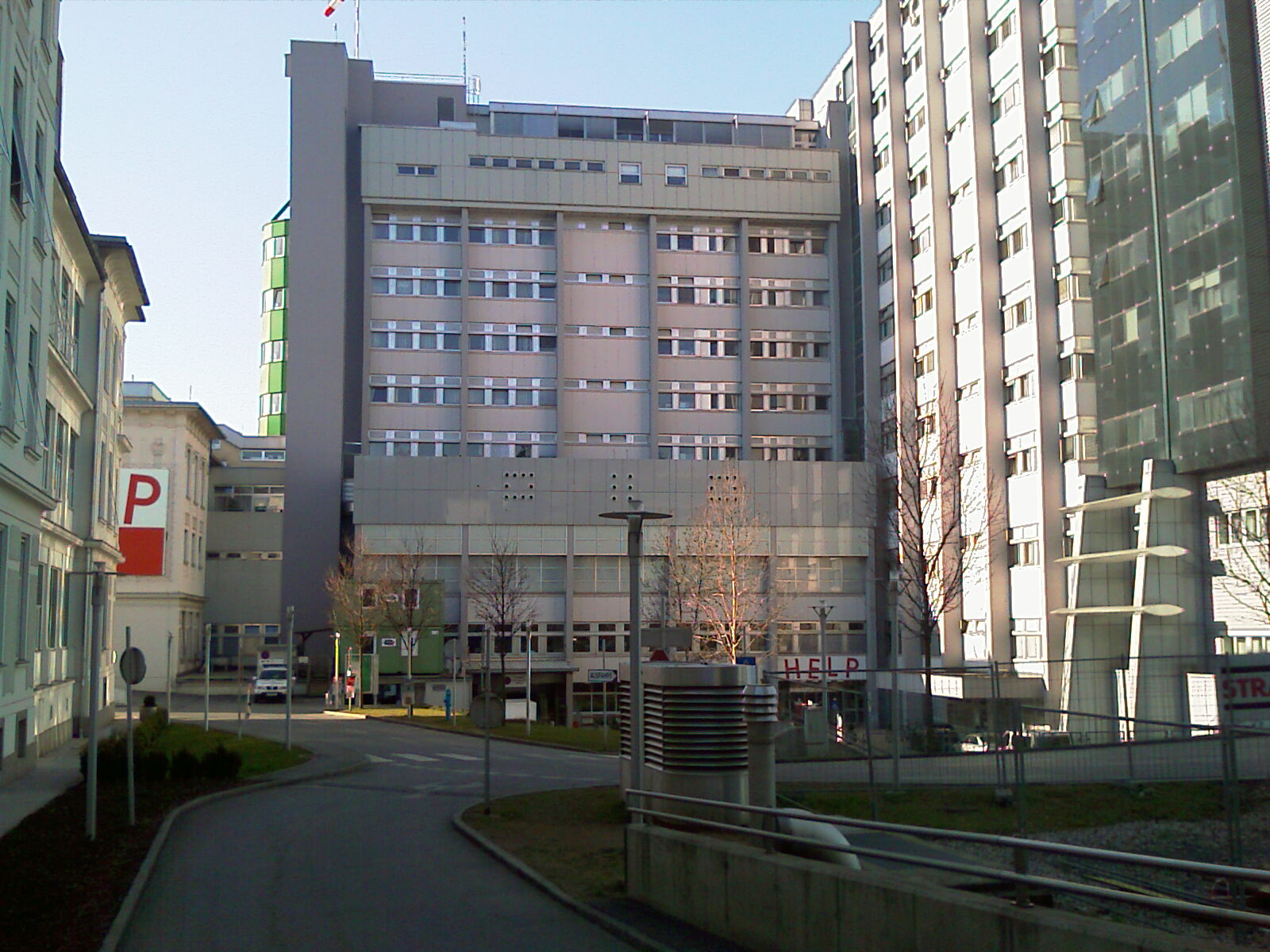
Univ. Klinik für Chirurgie – der „Chirurgieturm“

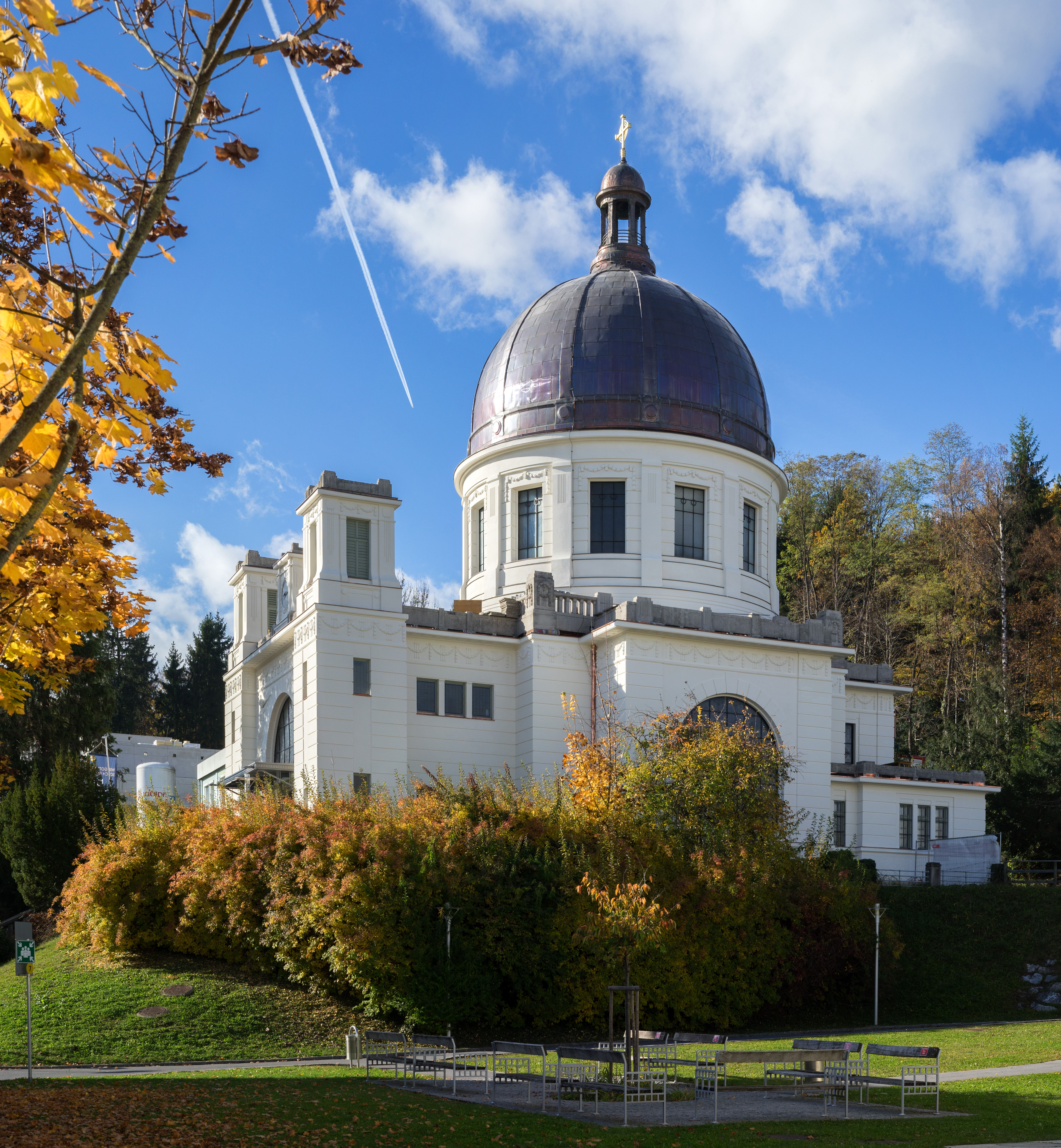
Anstaltskirche „Zum Heiligsten Erlöser“

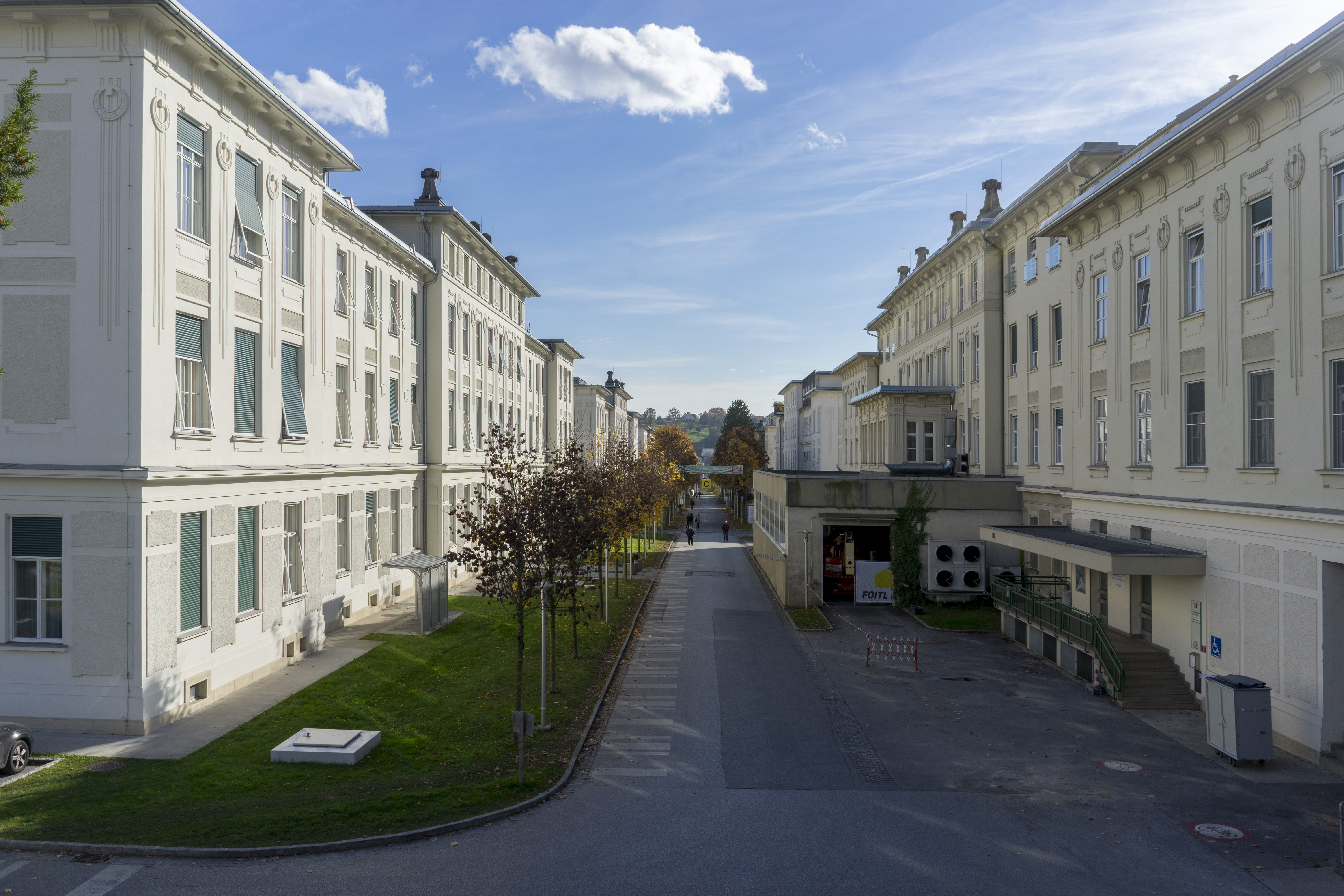
Die Hauptachse des Klinikumgeländes

Das LKH-Universitätsklinikum Graz oder Landeskrankenhaus-Universitätsklinikum Graz ist ein Klinikum der Maximalversorgung in Graz, Österreich, und Teil der Steiermärkischen Krankenanstaltengesellschaft m.b.H. (KAGes). Mit 1.484 Ärzten, rund 7.800 Angestellten und 1.556 Betten ist das Universitätsklinikum Graz eines der größten Krankenhäuser in Österreich. Mit einer Fläche von 60 Hektar und fast zehn Kilometern Straßen ist es das größte Klinikum Europas.

## Geschichte
Kaiser Joseph II. ließ 1788 das allgemeine Krankenhaus in der Grazer Paulustorgasse einrichten. Im Hoftrakt wurde 1789 ein Gebär- und Findelhaus eröffnet, im benachbarten, vormaligen Kapuzinerkloster  wurde ein Irrenhaus eingerichtet. 1840 zählte das allgemeine Krankenhaus mit Gebär-, Findel- und Irrenhaus 440 Betten, um 1860 bereits 650. 1864 wurde das allgemeine Krankenhaus in die Landesverwaltung übernommen, für die Kranken aus Graz sollte ein neues städtisches Krankenhaus in Betrieb gehen. Von 1850 bis zum Ende des 19. Jahrhunderts erhöhte sich der Bettenstand im Landeskrankenhaus von 650 auf 1.164 Betten. Der Platzmangel forderte eine neue Lösung.
Im Jahr 1890 wurden rund 60 Hektar Grund am damaligen Rand der Stadt angekauft und innerhalb von zehn Jahren das Landeskrankenhaus Graz als damals größtes Krankenhaus Europas gebaut, es wurde am 12. Mai 1912 eröffnet. Die „Stadt der Kranken“ besaß eine eigene Wasser- und Stromversorgung sowie Wirtschaften, eine Gärtnerei und eine Wäscherei.
Im Jahr 1913 betrug der Bettenstand 1.640, wobei die jährlich ca. 24.000 stationär aufgenommenen Patienten von 650 Mitarbeitern versorgt wurden.
Ende des 20. Jahrhunderts wurde das LKH-Universitätsklinikum Graz im Rahmen des Projekts LKH 2000 entscheidend umgebaut. Die Zahl der Betten wurde insgesamt gesenkt, die Qualität der Unterbringung gesteigert. Mehrere nicht-universitäre Abteilungen wurden in den neugebauten Standort West des LKH Graz Süd-West ausgesiedelt. Die Arbeiten gingen weit über das Jahr 2000 hinaus, mit dem Projekt LKH 2020 gehen die Pläne auch weiter in die Zukunft.

## Architektur
Das Klinikum besteht aus einem Ensemble von 29 im Secessionsstil errichteten Gebäuden, welche im Mai 1912 fertiggestellt wurden. Innerhalb von neun Jahren wurde an der damaligen östlichen Stadtgrenze von Graz eines der damals größten und modernsten Krankenhäuser Europas erbaut. Das LKH-Universitätsklinikum ist eine der wenigen Jugendstil-Großanlagen in Österreich.
Obwohl der Komplex seit seiner Erbauung viele moderne Zubauten erhielt, beeindruckt die städtebauliche und architektonische Geschlossenheit bis heute.
Ein von Symmetrie gekennzeichnetes Straßensystem erschließt das Gelände der Anlage, wobei eine 25 Meter breite Hauptachse mit einer am Ende liegenden Anstaltskirche das Hauptmerkmal der Straßenführung darstellt.
Der Komplex wurde damals nach den Gesichtspunkten modernster Krankenhausarchitektur errichtet, was sich an den Ost-West-orientierten Pavillonkrankensälen, die für eine optimale natürliche Beleuchtung sorgen sollen, widerspiegelt. Einzelne Gebäude sind durch ein sechs Kilometer langes Tunnelsystem unterirdisch miteinander verbunden. Dieser Kompromiss aus Pavillon und Blockbauten hatte die neuesten Krankenhäuser der Metropolen Wien, Berlin und Hamburg als Vorbild.
Die Unterbringung der einzelnen Kliniken in getrennten Gebäuden sollte die Möglichkeit der Übertragung von Krankheiten minimieren. Die Klinik für Lungenkrankheiten (heute Psychiatrie) wurde im damals üblichen Stil eines Lungensanatoriums mit größerem Abstand auf der dahinterliegenden Anhöhe im Leechwald gebaut.
Die Adresse des LKH-Universitätsklinikum Graz ist nach Leopold Auenbrugger benannt, einem bedeutenden Mediziner und Begründer der Perkussion (ärztliche Untersuchung durch Abklopfen der Körperoberfläche), der in Graz geboren wurde und dort Medizin studiert hatte.

## Patientenversorgung
Das LKH-Universitätsklinikum Graz ist ein Krankenhaus der Maximalversorgung, es umfasst 19 Universitätskliniken für verschiedene medizinische Fachgebiete sowie 33 Klinische Abteilungen, 1 Gemeinsame Einrichtung und 1 Institut (Stand 2018).
Das Krankenhaus hat insgesamt 1.556 systemisierte Betten, darunter 175 auf verschiedenen Intensivstationen.

## Ausbildung
Das LKH-Universitätsklinikum Graz ist das primäre Ausbildungsspital der Medizinischen Universität Graz. Studierende der Studienrichtungen Human- und Zahnmedizin sowie Pflegewissenschaft werden im Rahmen von Praktika und Famulaturen mit der klinischen Arbeit vertraut gemacht. Zahlreiche Verwaltungs- und Lehrräumlichkeiten sowie Hörsäle der MedUni Graz befinden sich am Gelände des Universitätsklinikum.
Des Weiteren beherbergt das LKH-Universitätsklinikum Graz auf seinem Gelände das Bildungszentrum für Pflege und Gesundheit Ost des Landes Steiermark sowie die Schule für Gesundheits- und Krankenpflege des Landes Steiermark.

## Rettungsdienst
Am Gelände des Universitätsklinikums befindet sich ein Notarztstützpunkt. Rund um die Uhr ist ein Notarzteinsatzfahrzeug des Roten Kreuzes einsatzbereit, das bei Bedarf einen Notarzt des Klinikums zu Einsätzen bringt.
Weder am Klinikum selbst, noch in unmittelbarer Nähe, gibt es eine Rettungswache. Auf Grund der Tatsache, dass das Universitätsklinikum jedoch das Transportziel des Gros der Einsätze des Rettungs- und Krankentransportdienstes im gesamten Großraum Graz ist, befinden sich fast rund um die Uhr Fahrzeuge am Gelände – es wird somit als „informelle Rettungswache“ genützt. Für den Transport zwischen den einzelnen Kliniken gibt es einen eigenen Transportdienst der vom Verein des Grünen Kreuz Steiermark übernommen wurde; dieser ist nicht in den Rettungsdienst eingebunden.
Für den Transport von Neugeborenen von der Gebärklinik oder externen Kliniken zur Abteilung für Neonatologie der Kinderklinik gibt es einen eigenen Transportwagen mit spezieller intensivmedizinischer Ausrüstung für Babys. 
Für Medizinstudenten besteht die Möglichkeit während ihres Studiums Praktika auf Rettungs- und Krankentransportmitteln des Roten Kreuzes zu absolvieren. Weiters gibt es mit dem Grazer Medizinercorps eine ins lokale Rote Kreuz eingegliederte Organisation von Medizinstudenten und Ärzten, die aktiv an der Gestaltung und Bereitstellung des Rettungsdienstes in Graz teilnehmen, zum Beispiel durch die Besetzung der verschiedenen Notfallrettungswägen („Jumbo“) im Stadtgebiet mit sogenannten Rettungsmedizinern (Medizinstudenten kurz vor Studienabschluss mit Zusatzausbildung).

### Heliports

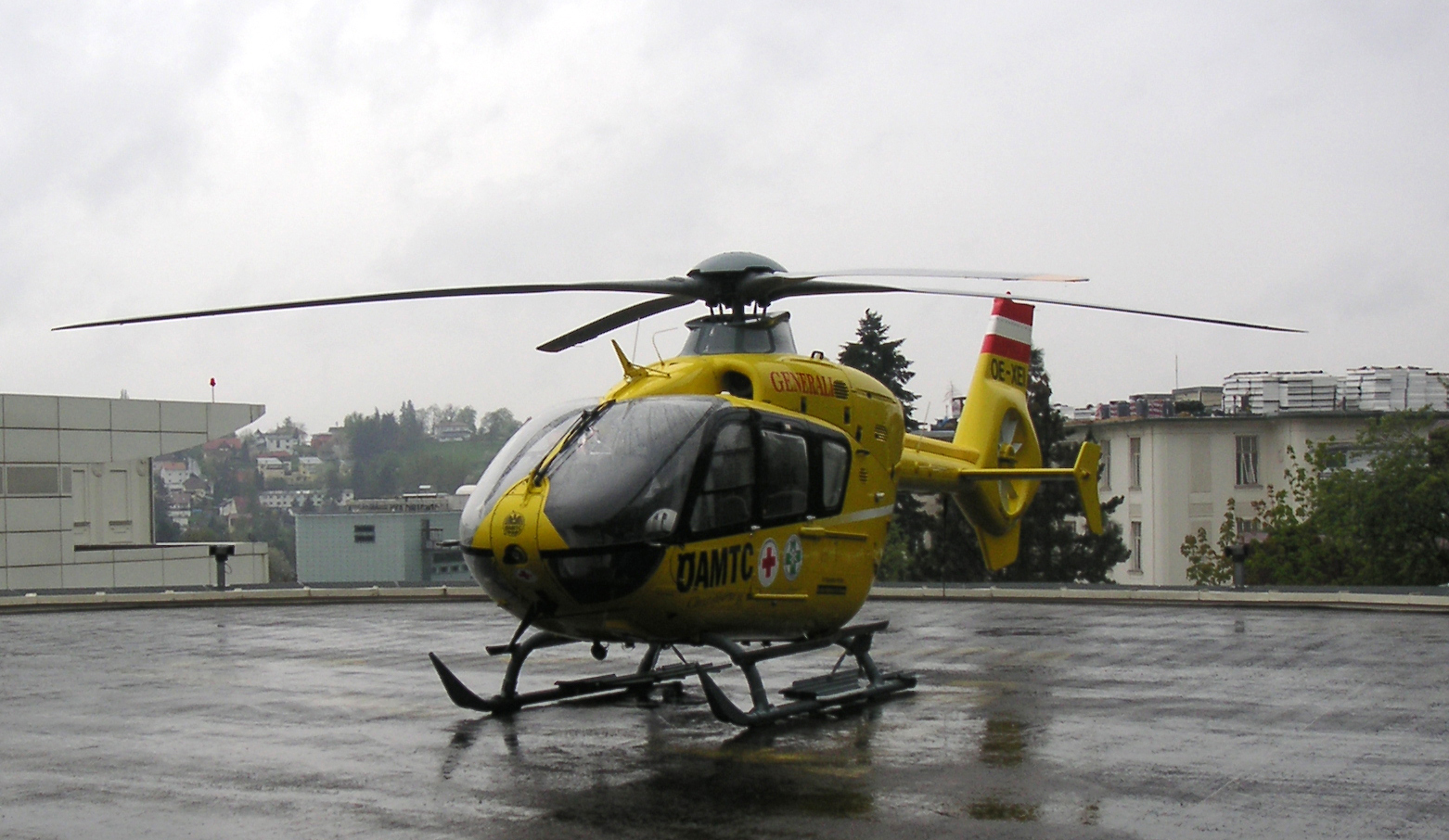
Notarzthubschrauber Christophorus 16 am ehemaligen Heliport vor der Kinderchirurgie

Am Dach der Chirurgie befindet sich ein Hubschrauberlandeplatz mit der Kennung LOGH.
Die Kinderchirurgie erhielt zuerst einen vorgelagerten runden Landeplatz beim Parkplatz vor der Aufnahme. Für eine Landung musste da der Bereich gesperrt werden und es gab naturgemäß viele Schaulustige. Im Oktober 2020 wurde daher ein neuer Landeplatz am Dach des Kinderzentrums mit der Kennung LOGZ eröffnet, womit ein leichterer Anflug, ein ungestörter Patiententransport und ein sicheres Parken des Fluggeräts möglich sind.

## Daten und Fakten (Stand 2019)

### Medizinisch-/ pflegerische Einrichtungen

#### Gemeinsame Einrichtung
- AEMP III
- Erstuntersuchung-Beobachtung-Aufnahme
- Medizinisches 3D-Druck-Zentrum

#### Institute
- Institut für Pathologie
- Klinisches Institut für Medizinische und Chemische Labordiagnostik

#### Tageskliniken
- Universitäts-Augenklinik
- Interdisziplinäre Tagesklinik chirurgische Kliniken
- Universitätsklinik für Dermatologie und Venerologie
- Hals-Nasen-Ohren-Universitätsklinik
- Universitätsklinik für Innere Medizin

#### Universitätskliniken
- Augenklinik
- Anästhesiologie und Intensivmedizin
  - Klinische Abteilungen:
    - Klinische Abteilung für Anästhesiologie und Intensivmedizin 1 
    - Klinische Abteilung für Anästhesiologie und Intensivmedizin 2
- Blutgruppenserologie und Transfusionsmedizin
- Chirurgie
  - Klinische Abteilungen:
    - Allgemein-, Viszeral- und Transplantationschirurgie
    - Gefäßchirurgie
    - Herzchirurgie
    - Plastische, Ästhetische und Rekonstruktive Chirurgie
    - Thoraxchirurgie und Hyperbare Chirurgie
- Dermatologie und Venerologie
- Frauenheilkunde und Geburtshilfe
  - Klinische Abteilungen:
    - Klin. Abt. für Geburtshilfe
    - Klin. Abt. für Gynäkologie
- Hals-Nasen-Ohren Universitätsklinik
  - Klinische Abteilungen:
    - Allgemeine HNO
    - Phoniatrie
- Innere Medizin
  - Klinische Abteilungen:
    - Gastroenterologie
    - Angiologie
    - Nephrologie
    - Kardiologie
    - Endokrinologie
    - Hämatologie
    - Onkologie
    - Pulmologie
    - Rheumatologie
- Kinder- und Jugendchirurgie
- Kinder- und Jugendheilkunde
  - Klinische Abteilungen:
    - Klin. Abt. für Allgemeine Pädiatrie
    - Klin. Abt. für Pädiatrische Hämato-Onkologie
    - Klin. Abt. für Pädiatrische Kardiologie
    - Klin. Abt. für Neonatologie
    - Klin. Abt. für Pädiatrische Pulmonologie
- Medizinische Psychologie und Psychotherapie
- Neurochirurgie
- Neurologie
- Orthopädie und Traumatologie
- Psychiatrie und psychotherapeutische Medizin
- Radiologie
  - Klinische Abteilungen:
    - Klin. Abt. für Allgemeine Radiologische Diagnostik
    - Klin. Abt. für Kinderradiologie
    - Klin. Abt. für Neuroradiologie, Vaskuläre und Interventionelle Radiologie
    - Klin. Abt. für Nuklearmedizin
- Strahlentherapie-Radioonkologie
- Urologie
- Zahnmedizin und Mundgesundheit
  - Klinische Abteilungen:
    - Klin. Abt. für Zahnerhaltung, Parodontologie und Zahnersatz
    - Klin. Abt. für Orale Chirurgie und Kieferorthopädie
    - Klin. Abt. für Mund-, Kiefer- und Gesichtschirurgie

### Mitarbeiter
- Ärztliches Personal: 1.484
- Pflegepersonal: 3.690
- gesamt: 7.816

### Leistungen
- Ambulante Patienten: 436.934*
- Stationäre Patienten: 83.282*
- Verweildauer: 5,1 Tage*

*Stand 2018

## Infrastruktur
Der Haupteingang zum Landeskrankenhaus-Universitätsklinikum Graz liegt direkt an der Holding Graz Linien-Station St. Leonhard/Klinikum Mitte. Dort hat man Anschlüsse zur Straßenbahnlinie 7 in Richtung Wetzelsdorf und LKH Med Uni/Klinikum Nord, zu den Bussen 41, 58, 64/64E, 82 und N7 sowie zu den Regionalbussen 300, 350, 351, 352, 470 und zu den Expressbussen X30 und X40 ins Grazer Umland und darüber hinaus.